# Raymond Bataille
Raymond Bataille (Celles, 16 oktober 1917 - Borgworm, 21 november 2012) was een Belgisch senator.

## Levensloop
Bataille werd beroepshalve dierenarts en was onderwijzer aan het Landbouwinstituut van Borgworm.
Hij werd politiek actief voor de PSC en werd in 1974 de voorzitter van de partijafdeling van het arrondissement Borgworm. Van 1978 tot 1981 en van 1985 tot 1987 was hij voor deze partij eveneens lid van de Belgische Senaat als rechtstreeks gekozen senator voor het arrondissement Hoei-Borgworm. Hierdoor zetelde hij eveneens in de Waalse Gewestraad en de Raad van de Franse Gemeenschap, waar hij van 1985 tot 1986 secretaris was.